# Cyrtopogon jakutensis
Cyrtopogon jakutensis är en tvåvingeart som beskrevs av Pavel Lehr 1998. Cyrtopogon jakutensis ingår i släktet Cyrtopogon och familjen rovflugor. Inga underarter finns listade i Catalogue of Life.